# Владислав Богићевић
Владислав Богићевић (Београд, 7. новембар 1950) јесте бивши југословенски фудбалер и репрезентативац.

## Каријера
Богићевић је фудбал почео да игра 1965. године у омладинској екипи ФК Црвена звезда из Београда. Брзо се истакао у селекцијама Југославије. Професионалцем је постао 1968. године у Марибору и најчешће је играо у нападу и на позицији везног играча. После сезоне проведене НК Марибору прелази у Црвену звезду где проводи наредних осам сезона.
Као пионир је почео да игра у нижеразредном Булбудерцу из Београда, одакле је прешао у омладински тим Црвене звезде. За Црвену звезду је одиграо 395 утакмица од којих 184 првенствене и постигао је 42 гола од којих 17 првенствених.
Са Звездом је освојио две титуле државног првака 1972/73 и 1976/77 и један трофеј Купа 1977. године.
У Њујоршки Космос је прешао у јануару 1978. године где је одиграо осам сезона. За то време је освојио четири шампионске титуле и шест пута је био проглашен за најбољег играча америчке МСЛ лиге.
На крају каријере је добио ту почаст да га у Америци уврсте у кућу славних, што је први Србин коме је то успело да пође за руком. Од фудбалера, био је четврти коме је још указана та почаст. пре њега су ту почаст добили Пеле, Бекенбауер и Коби Џонс, амерички рекордер по броју одиграних утакмица у америчкој репрезентацији.

## Репрезентација Југославије
Богићевић је одиграо осам утакмица за омладинску, четири утакмице за младу и 23 утакмице за сениорску репрезентацију Југославије.
Деби за сениорску репрезентацију Богићевић је имао 9. маја 1971. године у Лајпцигу, Источна Немачка, на квалификационој утакмици за Европско првенство. На тој Југославија је остварила победу од 2:1.
Последњу утакмицу за репрезентацију Богићевић је одиграо 5. октобра 1977. године на пријатељској утакмици против Мађарске у Будимпешти на Непстадиону. Југославија је ову утакмицу изгубила са резултатом од 4:3.
Богићевић је био и учесник светског првенства 1974. године у Немачкој. На овом првенству је и постигао један гол и то на утакмици против репрезентације Заира, где је крајњи резултат био 9:0 за Југославију. Свој други гол је постигао на квалификационој утакмици за Европско првенство у Ослу против Норвешке. На тој утакмици Југославија је победила са 3:1.